# ハワラ
ハワラ（アラビア語: حِوالة Ḥawāla ハワーラ、英語: Hawala、ヘワラとも。またはソマリ語でxawalaまたはxawilaad、「信用」の意味）は、非公式金銭価値移送手段（IVTS）の一種。ハワラは現金の移動、銀行間の電信為替、電信送金のいずれにも頼らず、巨大な仲介人連絡網（仲介人は「ハワラダー」（hawaladar）と呼ばれる）の信用に基づく。ハワラダーは世界中に点在するが、主に中東、北アフリカ、アフリカの角、インド亜大陸に所在し、伝統的な銀行などの金融、送金手段から独立して経営している。ハワラはイスラム教の伝統に従うものであるが、イスラム教徒以外でも利用できる。

## 起源
ハワラ制度は8世紀に始まり、長距離貿易の資金を調達するために生まれた制度とされる。シルクロードなどのアラブ人とムスリム商人が窃盗を防ぐために利用した。南アジアでは短期金融商品として発展、20世紀前半に銀行制度が形成してハワラに取って代わるまで続いた。
ハワラはコモン・ローと民法における代理の概念の発展に影響した。例えば、フランス法におけるアヴァル（aval）やイタリア法におけるアヴァッロ（avallo）は語彙自体もハワラに由来するものである。債務の転移はローマ法では禁止されているが、特に金融取引における債務の転移は中世ヨーロッパで広く行われるようになった。これは中世のイタリア諸都市がイスラム教国と大規模に取引したことが理由だった。「代理」の概念は個人が代理としてほかの個人に代わって契約を結べないローマ法に存在しなかった。ローマ法において、契約者は自動的に契約の当事者になり、他人の代理を務める場合は代理主と別の契約を結ぶ必要がある。一方、イスラム法や後のコモン・ローでは代理という概念が受け入れられている。
現代のハワラは主に出稼ぎ労働者が本国に送金する手段として使われている。

## ハワラの仕組み
最も基本的なハワラ制度において、金銭は「ハワラダー」と呼ばれる仲介人の連絡網で送金されるが、実際にお金が（物理的に）輸送されることはない。ハワラ制度において、送金は輸送なしに行われるのである。作家のサム・ヴァクニン（Sam Vaknin）によると、大規模なハワラ網は存在するが、ハワラダーの大半は小企業で、普段の業務の傍らにハワラに従事するにすぎないという。
例示の画像はハワラの仕組みを示している。

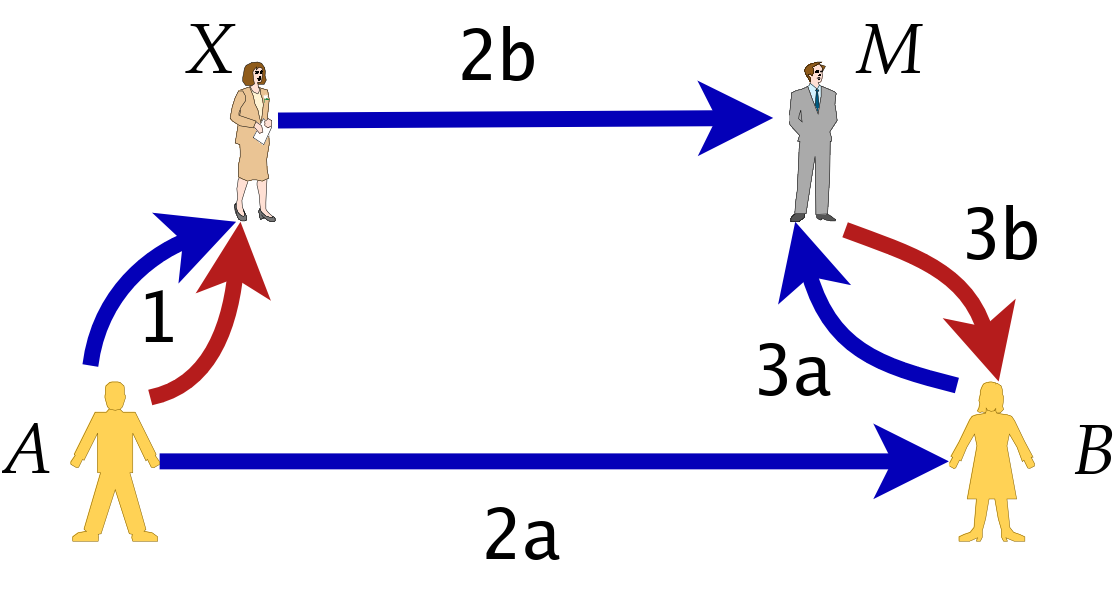
ハワラの仕組み

1. まず顧客（A）がハワラ仲介人（X）に接触し、最終的に受取人（B）に届く予定の金銭をXに支払う（1の赤い矢印）。このとき、Bは一般的には別の都市にいる。間違って別の人に届けられないよう、本人確認用のパスワードも渡しておく（1の青い矢印）。
2. XはBの所在地にいる別のハワラ仲介人（M）にパスワードや渡す金額などの詳細を伝える（2bの矢印）。AもパスワードをBに伝えておく（2aの矢印）。
3. BはMに接触してパスワードを伝え（3aの矢印）、Mはパスワードを確認した後、少しの手数料を引いて金銭をBに渡す（3bの矢印）。
4. 取引の結果、MがBに渡した金額をXがMに支払う、という債務が残る。そのため、MはXの後日改めて支払うという約束を信用する必要がある。

この制度はハワラダーの間に約束手形が交換されず、完全に信用制度に頼っている点が特徴である。この制度では債務を法的に請求できる必要がないため、法制がない場合でも運用できる。ハワラ仲介人連絡網は同じ家族、村、氏族、種族に属するといった関係に基づいており、不正は絶縁と信用を失うことで経済的に懲罰される。
送金の記録は非公式になされ、送金の結果として重なった仲介人の間の借金は記録される。そして、仲介人の間の借金を返済するとき、現金を直接支払う必要はなく、現物払いなども可能である。
仲介人は手数料を取るほか、公式の為替レートを無視して自分で定めることで利益を上げている。上記の例でいうと、一般的な送金ではAが自身の所在地の通貨でXに支払い、Mが自身の所在地の通貨でBに支払う。直接な外貨交換は行われていないので、公式の為替レートに従う必要はない。
送金にハワラを選ぶ理由は素早く便利で、手数料も銀行よりはるかに低いことだった。この利点は特に受取国が為替レートを規制している場合に顕著で、一部地域では唯一の送金手段だったり、最も信頼性の高い手段であるため援助組織も利用している場合もある。

## 各地の変形
ドバイは20世紀中期から数十年間、世界中のハワラ送金を歓迎する中枢として知られている。

### 南アジア

#### フンディ

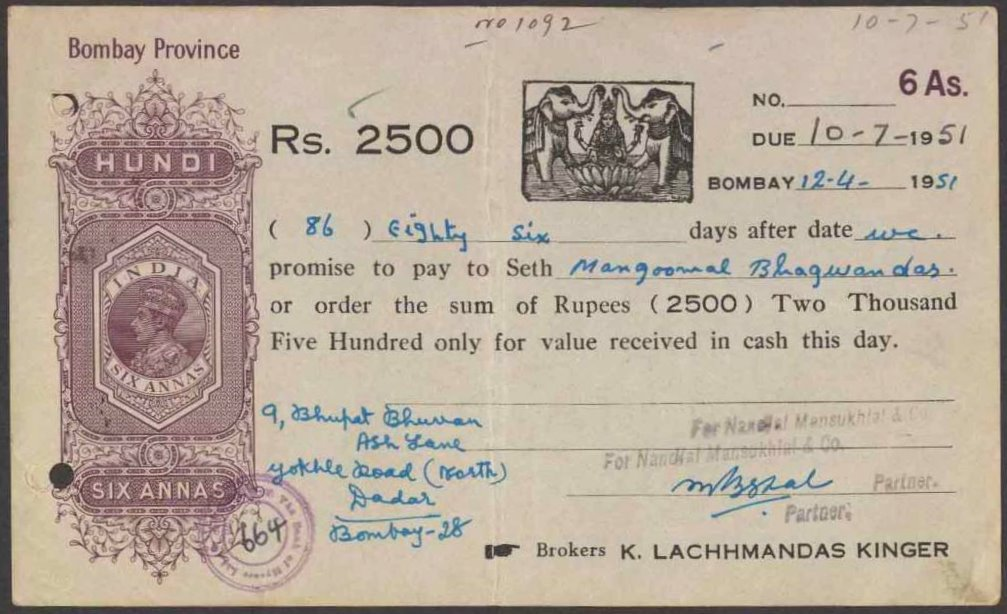
1951年に使われた、ボンベイ州のフンディ。金額は2,500ルピーで、収入印紙が予め印刷されている。

フンディ（hundi）はインド亜大陸で発展した、貿易と信用取引で使われる金融商品。フンディは送金の手段として、信用取引商品またはIOUとしてお金を借りるために、または貿易における為替手形として使われる。インド準備銀行はフンディを「書面でなされた命令で、何らかの人物による、別の人物に一定の金銭を命令で指定された人物に支払うことを命じるもの」と形容している。

#### アンガディア
アンガディア（angadia）はヒンディー語で宅配という意味であるが、インド国内でハワラダーを務める者も指す。インド国内のハワラダーは主に商売人向けの並行銀行（銀行制度外で銀行業に従事すること）であり、都市間で送金する際は0.2%から0.5%の手数料を取る。

### アフリカの角
中央情報局によると、ソマリアの銀行制度が崩壊したため、その真空を埋めるべく、多くの非公式送金業者が現れた。このようなハワラダーが毎年ソマリアに送金した金額は16億ドルにも上ると概算されている。送金元は主に出稼ぎ労働者を務めているソマリア人である。これらの資金は現地の経済活動を活性化した。

### 西アフリカ
2012年トゥアレグ反乱によりマリ北部が数か月間公式の送金サービスを失っており、そのときに送金に使われた手段はハワラ制度に基づくものだった。

## アメリカ同時多発テロ事件以降の規制
ハワラは米国の州の一部、インド、パキスタンで違法である。
2001年のアメリカ同時多発テロ事件の後、米国政府はハワラダーの一部がテロ活動資金の送金を幇助したと疑い、公式報告書の9/11委員会レポートには「アルカーイダは募集した資金を度々ハワラで転移した」と記述した。米国当局が世界的に反資金洗浄の系統的な取り組みを導入すべく圧力をかけたため、いくつかのハワラ仲介人連絡網が廃業、ハワラダー数人が資金洗浄で起訴された。しかし、当局がこれらの活動を通じて多くのテロリストや麻薬密輸者を発見、逮捕したという証拠は少ない。専門家によると、ハワラ制度の利用者の多くが正当な目的で使用しており、銀行制度以外の媒介を利用したに過ぎないという。現代のアフガニスタンにおいて、多くの（国際と現地の）非政府組織、開発援助組織などがハワラ制度を利用して、緊急援助、人道と開発援助を提供している。
2001年11月、ジョージ・W・ブッシュ政府はアル＝バラカートの資産を凍結した。アル＝バラカートはソマリアのハワラ送金会社で、主にソマリ人ディアスポラが利用していた。世界中のアル＝バラカートの代理人は最初は逮捕されたが、後に確たる証拠が発見されなかったとして釈放されている。2006年8月、米国のテラー・リストからアル＝バラカートの代表が全員外されたが、資産の一部は凍結されたままだった。マスコミではソマリア沖の海賊がハワラ制度で資金を転移している（例えば、隣国のケニアに）と考えられており、これらの送金は記録も徴税もなされていないという。